# Scott (priimek)
Scott je priimek več oseb:
- Anthony Gerald O'Carroll Scott, britanski general
- Henry Balfour Scott, britanski general
- James Bruce Scott, britanski general
- John Walter Lenox Scott, britanski general
- Thomas Scott, britanski general
- Thomas Patrick David Scott, britanski general
- Hugh Scott Scott-Barrett, britanski general
- angleški polarni raziskovalec Robert Falcon Scott;
- angleški ornitolog, naravovarstvenik in slikar Sir Peter Markham Scott;
- škotski pisatelj in pesnik Walter Scott;
- britanski filmski režiser Ridley Scott;